# Interferometrie
Interferometrie is het meten met behulp van interferentie. De (optische) interferometer is hierop gebaseerd, maar er zijn meer toepassingen.

## Holografische interferometrie
Zo is vervorming van een object te meten door een hologram van het object te maken, waarna dat hologram op dezelfde plaats wordt geprojecteerd als waar het – nu vervormde – object zich bevindt. Het object en het licht komend van het hologram zullen nu met elkaar interfereren, waardoor een interferentiepatroon zichtbaar wordt. Uit dit patroon kan worden bepaald in hoeverre het object is vervormd in vergelijking met het moment dat het hologram werd gemaakt. Men noemt deze werkwijze holografische interferometrie.

## Astronomie

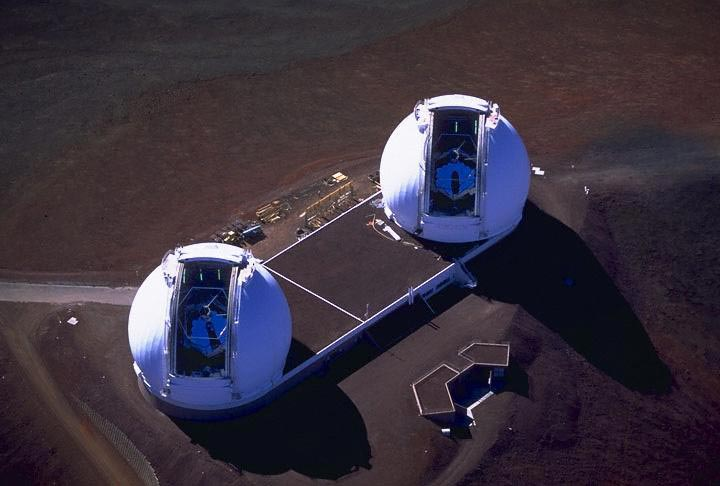
Dubbeltelescoop in het Keck-observatorium

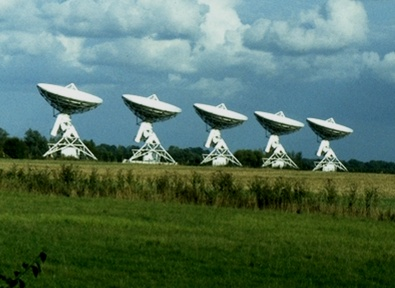
Ryle-radiotelescoop

Een andere toepassing van interferometrie is een array, een combinatie van meerdere telescopen waarvan de 'beelden' worden samengevoegd. De effectieve apertuur en het scheidend vermogen nemen hierdoor toe.
Voorbeelden van optische telescopen waar dit gebeurt, zijn de Keck-telescopen (twee telescopen) op Mauna Kea (Hawaï), de Very Large Telescope (vier telescopen) op Cerro Paranal (Chili), en de twee Gemini-telescopen op resp. Mauna Kea en Cerro Pachón (Chili).
Met radiotelescopen gebeurt hetzelfde. Van meerdere antenneschotels worden de „beelden” samengevoegd. Een bekend voorbeeld hiervan is de (apertuur)synthese-radiotelescoop in Westerbork. Een ander, recent, voorbeeld is de LOFAR, met ca. 7000 (kleine) antennes, waarvan de helft in Noord-Nederland en de rest verspreid over Noordwest-Europa.